# Zvjezdarnica Tičan
Zvjezdarnica Tičan započela je s radom u veljači 2009. godine.
Zajedničkim naporima Astronomskog društva Višnjan, Općine Višnjan, Grada Poreča,  Županije Istarske, državnom potporom te mnogim sponzorima i trudom mnogih pojedinaca, na brdu Tičan i kraj samog naselja Tičan, nastaje zvjezdarnica koja bi trebala preuzeti astronomska opažanja asteroida koja su godinama vršena iz samog mjesta Višnjan.
Planiran je i početak rada u drugim astronomskim područjima. .Gradnja Zvjezdarnice Tičan započela je 1998. godine, a 2002. montiran je metarski teleskop imena Dagor. Prvo svjetlo u probnom radu ostvareno je 2014.

## Poveznice
- Zvjezdarnica Višnjan

## Vanjske poveznice
- Hrvatsko astronomsko društvo